# پیز پورچابلا
پیز پورچابلا (به لاتین: Piz Porchabella) یک کوه در سوئیس است که در کانتون گراوبوندن واقع شده‌است. پیز پورچابلا ۳٬۰۷۹ متر بالاتر از سطح دریا واقع شده‌است.